# Onsen de Dōgo
El onsen de Dogo (道後温泉 Dōgo-onsen?) es un onsen (aguas termales de origen volcánico que se encuentran en Japón) que se encuentra en la ciudad de Matsuyama de la prefectura de Ehime. Es considerado uno de los tres onsen más antiguos de Japón.

## Características
Existen registros que se refieren al onsen de Dogo como nikitatsu (にきたつ?), que significa fuente de agua hirviente, más específicamente en la obra Manyoshu.
Incluso la región que la circunda era conocida como distrito del Agua Caliente (湯郡 Yu-no-gun?), y más recientemente como distrito de Onsen, ambas en referencia a este onsen. Se cree que la antigua denominación de la prefectura, país de Iyo (伊予国 Iyo-no-kuni?), deriva del término país del Agua Caliente (湯国 Yu-no-kuni?).
En la obra Botchan (1905) de Soseki Natsume, se hace mención al onsen, y constituye en la actualidad, uno de los principales atractivos turísticos de la prefectura de Ehime.

## Accesos
- Desde la Estación Matsuyama de la Japan Railways

desde la Estación Matsuyama de la Línea Yosan hacer trasbordo a la Línea Jonan del Ferrocarril Iyo con destino el Onsen de Dogo, hasta la Estación Dogo Onsen (道後温泉駅 Dōgo Onsen-eki?). El trayecto lleva unos 20 minutos.
- Desde la Estación Ciudad de Matsuyama del Ferrocarril Iyo

desde la Estación Shiekimae (市駅前駅 Shiekimae-eki?) continuando por el mismo recorrido que el anterior trayecto.
tomar el ramal 8 del Autobús Iyotesu (伊予鉄バス Iyotetsu-basu?) con destino al Onsen de Dogo, donde finaliza el recorrido.
- Desde el Aeropuerto de Matsuyama

desde el aeropuerto parten autobuses que se dirigen al Onsen de Dogo, pasando previamente por la Estación de Matsuyama y otros puntos estratégicos. El trayecto lleva unos 40 minutos.
- Desde el Puerto Turístico de Matsuyama (松山観光港 Matsuyama Kankō-kō?)

desde el Puerto Turístico de Matsuyama se debe tomar el Autobús Iyotetsu, que pasa por las estaciones de Matsuyama y Matsuyamashi, para finalizar su recorrido en el Onsen de Dogo. El trayecto lleva unos 40 minutos.
- En automóvil

desde el Intercambiador Matsuyama de la Autovía de Matsuyama tomar la Ruta Nacional 33 y luego la Avenida de Circunvalación Occidental de Matsuyama (松山東部環状線 Matsuyama Tōbu-kanjōsen?). El recorrido total es de unos 8 km. El onsen cuenta con estacionamiento.

## Área circundante
Alrededor del Onsen de Dogo se extiende una amplia zona comercial. Incluye una cervecería artesanal que se encuentra al lado del propio onsen. El paseo de compras principal corre en forma de "L" y finaliza su recorrido en la Estación Dogo Onsen (道後温泉駅 Dōgo Onsen-eki?), y se pueden encontrar locales gastronómicos y de recuerdos. Justo en la esquina que forma el recorrido en forma de "L" se encuentra el Agua Caliente del Tsubaki (椿の湯 Tsubaki-no-yu?), integrante del complejo de Onsen de Dogo, pero con precios más accesibles y más frecuentado por la gente del lugar.
Enfrente de la Estación Dogo Onsen está la Plaza Hojo (放生園 Hōjō-en?), en donde se puede encontrar un reloj cucú, una fuente para calentar los pies y bebederos con agua de onsen. Allí también se pueden encontrar a los guías voluntarios que brindan información turística disfrazados de los personajes que aparecen en la obra Botchan, rickshaws, e incluso una réplica de la locomotora del Tren de Botchan (坊っちゃん列車 Botchan-ressha?).
Hacia el norte y este, se concentran los hoteles y hospedajes.